# National Trust for Scotland

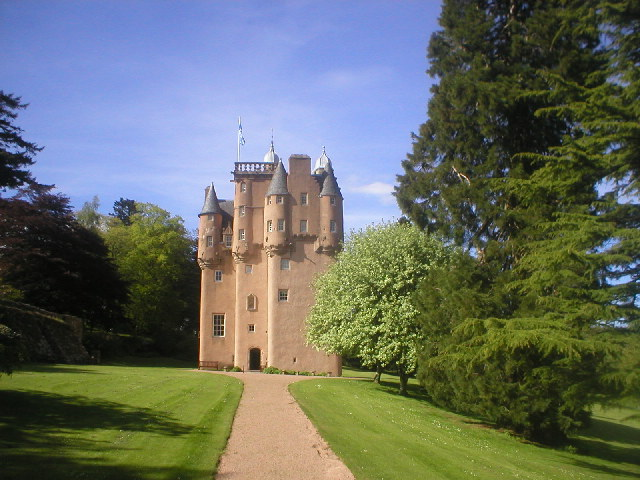
Craigievar Castle dat wordt beheerd door de National Trust for Scotland

De National Trust for Scotland (NTS) (Schots-Gaelisch: Urras Nàiseanta na h-Alba) is een charitatieve instelling in het Verenigd Koninkrijk, opgericht in 1931, met als doelstelling het behoud van "plaatsen van historisch belang of natuurlijke schoonheid" in Schotland. Voor de rest van het Verenigd Koninkrijk bestaat het gelijkaardige National Trust. Het werk van de National Trust for Scotland is ten dele te vergelijken met dat van Monumentenzorg en de Vereniging Natuurmonumenten in Nederland.
De organisatie is volkomen onafhankelijk van de overheid. Het inkomen bestaat uit entreegelden van de 1,7 miljoen bezoekers, abonnementen van de 290.000 leden, donaties en legaten en de winst die wordt behaald bij commerciële nevenactiviteiten. Het dagelijks werk is grotendeels in handen van meer dan 500 werknemers.
De NTS bezit en beheert meer dan 127 locaties en 760 km² grond, waaronder historische huizen, tuinen en zelfs gehuchten.
Enkele bekende plaatsen die beheerd worden door de National Trust for Scotland zijn onder andere Saint Kilda dat deel uitmaakt van het werelderfgoed, Glen Coe en Craigievar Castle
Grote publiekstrekkers van de NTS zijn het Culzean Castle en het bezoekerscentrum bij het slagveld van Culloden.